# Bataille de Melegnano
Deuxième guerre d'indépendance italienne
Batailles
- Montebello
- Varèse
- San Fermo
- Palestro
- Turbigo
- Magenta
- Melegnano
- Treponti
- Solferino
- San Martino

La bataille de Melegnano est un épisode de la seconde guerre d'indépendance italienne. Elle se déroule le 8 juin 1859 à Melegnano.

## Préambule
Après la bataille de Magenta, les Français entrent dans Milan le 6 juin. Pendant ce temps, l'armée autrichienne se retire vers l'est en trois grandes colonnes. Sur la droite, les Ier (Clam-Gallas), VIIe (Zobel), et VIIIe (Benedek) corps d'armée, avec le détachement de cavalerie de Mensdorff, se dirigent vers Montichiari en passant par Lodi, Soncino et Manerbio. Au centre, les IIe (Liechtenstein) et IIIe (Schwarzenberg) corps d'armée, avec la garnison de Pavie, se déplacent vers Valeggio, Volta et Roverbella. Sur la gauche, les Ve (Stadion) et IXe (Schaafgottsche) corps d'armée se retirent avec le train de ravitaillement vers Mantoue
Trente cinq mille hommes, commandés par le général Roden, s'arrêtent à Melegnano. Comprenant l'importance de cette position pour arrêter la marche des Français vers Lodi, la brigade Roden élève des travaux tout autour du village. En défendant Melegnano, Roden couvre les lignes de retraite autrichiennes. Napoléon III ordonne le 8 juin au maréchal Baraguey d'Hilliers, auquel est adjoint le 2e corps d'armée commandé par le nouvellement promu maréchal Mac Mahon de s'emparer le jour même des positions occupées par les Autrichiens.

## La bataille
D'après le plan français, Mac Mahon doit d'abord se déplacer le long de la route principale, jusqu'à San Giuliano, au nord de Melegnano, avant de traverser la rivière Lambro pour tourner le flanc droit de Roden. Le 1er corps d'armée doit suivre pour menacer le village par le nord et l'ouest. Malheureusement Baraguey souffre des délais habituels : le train du 2e Corps d'Armée bloque la route principale, et les rizières voisines sont infranchissables. La 3e division de Bazaine n'atteint pas Melegnano avant 15h30, et sa colonne offre une cible privilégiée pour les canons autrichiens qui font feu sur la route. Le tempérament impatient de Baraguey, ainsi que l'heure tardive, l'incitent à attaquer tout de suite, sans attendre le mouvement tournant de Mac Mahon.
Le village de Melegnano s'étend de chaque côté de la rivière Lambro, et comprend un vieux château, partiellement entouré de douves, dans sa partie ouest. La brigade Roden a dépensé une énergie considérable à sa défense, en construisant une plateforme de feu dans les murs épais du cimetière de l'église, et en barrant la route de Milan par des abattis. Aux côtés de ses propres troupes, Roden peut compter sur la brigade Boer derrière le village. Pour une fois les Autrichiens combattent bravement. Ils repoussent le 1er régiment de zouaves, qui mène l'assaut de Bazaine, et lance de féroces contre-attaques. La 2e division de Ladmirault vient derrière Bazaine et tente un mouvement tournant resserré, mais les pistes s'arrêtent court, le sol est boueux et la Lambro s'avère inabordable. Les hommes de Ladmirault improvisent des ponts avec des chariots et des troncs d'arbres, avant de forcer les Autrichiens à se replier sur le château, d'où les tireurs prennent position parmi les arbres longeant ses murs. Baraguey et Bazaine dirigent un sauvage combat de rue au cours duquel le 33e régiment d'infanterie de ligne manque de perdre son aigle. Ce n'est qu'après le tir des canons de Mac Mahon sur la route de Lodi que les Autrichiens décident d'abandonner. La brigade Boer couvre la retraite de Roden, en occupant le château jusqu'à ce que les troupes autrichiennes à l'est de la Lambro soient évacuées.